# Shawn Chambers
Shawn Randall Chambers, född 11 oktober 1966, är en amerikansk före detta professionell ishockeyspelare som tillbringade 13 säsonger i den nordamerikanska ishockeyligan National Hockey League (NHL), där han spelade för ishockeyorganisationerna Minnesota North Stars, Washington Capitals, Tampa Bay Lightning, New Jersey Devils och Dallas Stars. Han producerade 235 poäng (50 mål och 185 assists) samt drog på sig 364 utvisningsminuter på 625 grundspelsmatcher. Han spelade också på lägre nivåer för Baltimore Skipjacks i AHL, Fort Wayne Komets, Kalamazoo Wings och Atlanta Knights i IHL, Seattle Thunderbirds i WHL och Alaska Nanooks (University of Alaska Fairbanks) i NCAA.
Chambers blev aldrig draftad av någon NHL-organisation.
Han är en tvåfaldig Stanley Cup-mästare som vann med både New Jersey Devils (1994–1995) och Dallas Stars (1998–1999).